# Joanna Olech
Joanna Olech, z domu Wunderlich (ur. 26 grudnia 1955 w Warszawie) – polska graficzka i autorka książek dla dzieci i młodzieży. Pisze artykuły o literaturze dziecięcej w „Tygodniku Powszechnym”, „Rzeczpospolitej”, „Nowych Książkach” i „Gazecie Wyborczej”. Od roku 2007 w zarządzie Sekcji Polskiej International Board on Books for Young People (IBBY). Współautorka podręczników PWN do języka polskiego dla gimnazjalistów. Ekspertka Polskiego Instytutu Sztuki Filmowej. Od 2021 roku zasiada w kapitule konkursu Literacka Podróż Hestii.

## Życie prywatne
Jest córką Jerzego Wunderlicha, dziennikarza telewizyjnego, i Janiny z Cembrzyńskich, redaktorki książek popularnonaukowych. Jej siostrą jest scenografka filmowa Anna Wunderlich. Od 1980 była żoną grafika Piotra Młodożeńca, w 1991 wyszła za mąż za Grzegorza Olecha, matematyka i projektanta mebli.

## Twórczość literacka
- 1994: Dynastia Miziołków
- 1997: Gdzie diabeł mówi... do usług!
- 2002: Trudne słówka: Niepoważny słowniczek dynastii Miziołków
- 2007: Pompon w rodzinie Fisiów
- 2010: Kiedy byłam mała. Kiedy byłem mały (z Michałem Rusinkiem)
- 2010: Pulpet i Prudencja: Smocze Pogotowie Przygodowe
- 2011: Bal przebierańców
- 2012: Tadek i spółka
- 2012: Tarantula, Klops i Herkules
- 2013: Pompon na wakacjach
- 2013: Tytus - superpies
- 2014: ArcyBolek
- 2014: Mam prawo i nie zawaham się go użyć!
- 2014: Tytus w cyrku
- 2015: Ząb czarownicy
- 2016: Bal piłkarzy
- 2016: Poppintrokowie: Opowiadania z magią i dreszczem
- 2016: Porwanie
- 2021: Szkoła na Dobrej
- 2022: Miziołki wracają czyli Kaszydło rządzi
- 2022: Tym razem ci się upiekło!
- 2023: Bolek i Lolek szukają skarbu. Bajka o wychodzeniu z tarapatów
- 2023: Kajtek. Bajki mają moc
- 2023: Guzik. Bajki mają moc

## Nagrody i wyróżnienia
- 1995: Dynastia Miziołków - Nagroda Literacka im. Kornela Makuszyńskiego
- 1996: Dynastia Miziołków – Dziecięcy Bestseller Roku
- 2005: Czerwony Kapturek z serii „Niebaśnie” - Książka Roku 2005 (honorowe wyróżnienie  w konkursie polskiej sekcji IBBY);  Najpiękniejsze Książki Roku 2005 (wyróżnienie w konkursie Polskiego Towarzystwa Wydawców Książek)
- 2006: Różowy prosiaczek (autor Marcin Brykczyński, ilustracje: Joanna Olech i Marta Ignerska ) -  Książka Roku 2006 (konkurs polskiej sekcji IBBY, wyróżnienie za ilustracje);  Najpiękniejsze Książki Roku 2006 (konkurs Polskiego Towarzystwa Wydawców Książek, wyróżnienie za ilustracje)
- 2008: nominowana do nagrody wydawców „Ikar” za propagowanie książek dla dzieci